# Пираты Силиконовой долины
«Пираты Кремниевой долины» (англ. Pirates of Silicon Valley) — телевизионный художественный фильм режиссёра Мартина Бёрка. Основан на книге «Пожар в долине: Создание Персонального компьютера» (Fire in the Valley: The Making of the Personal Computer) Пауля Фрайбергера (Paul Freiberger) и Майкла Суэйна (Michael Swaine).

## Сюжет и структура

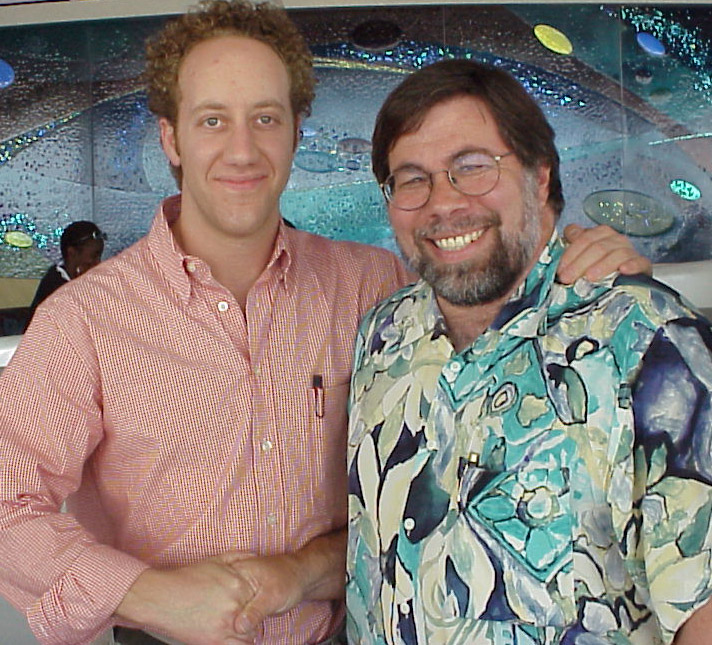
Стив Возняк (справа) и сыгравший его в фильме Джоуи Слотник

Фильм рассказывает о происхождении домашнего/персонального компьютера как такового и его развитие через взаимную конкуренцию и поддержку между ведущими американскими компаниями и их продуктами.
Основной сюжет фильма начинается в начале 1970-х и заканчивается в 1985 году, когда Стив Джобс ушёл из Apple Computer. Фильм также структурирован набором «книгодержателей»: начинается и заканчивается возвращением Джобса в Apple в 1997 году. Стоит отметить необычайное сходство актёров фильма с их реальными прототипами.
Название фильма отражает сущность противодействия компаний Microsoft и Apple, как беспринципных акул бизнеса, способных на многое для его развития. Основная интрига закручивается вокруг копирования (законность которого вызывает сомнения) графического интерфейса Apple у Xerox Alto, а впоследствии — Microsoft у Apple.
Фильм начинается в университетском городке Калифорнийского университета в Беркли во время периода Движения Свободы слова. Фильм сопоставляет испытания и несчастья друзей детства Стива Джобса (Ноа Уайли) и Стивена Возняка (Джоуи Слотник), которые в конечном счёте создадут Apple Computer, и студентов Гарварда Билла Гейтса (Энтони Майкл Холл), Стива Балмера (Джон Димаджио) и друга Гейтса по средней школе Пола Аллена (Джош Хопкинс), которые в конечном счёте создадут Microsoft.
Гейтс, Джобс и Возняк бросили колледж (Джобс фактически на короткий срок был студентом Reed College, но это не отражено в фильме; Возняк позже вернулся в Калифорнийский университет в Беркли), чтобы принять участие в нарастающей революции в мире персональных компьютеров.
Повествование в фильме ведётся от лица Стива Возняка и Стива Балмера.

## В ролях
- Ноа Уайли — Стив Джобс
- Джои Слотник — Стив Возняк
- Энтони Майкл Холл — Билл Гейтс
- Джон Димаджио — Стив Балмер
- Джош Хопкинс — Пол Аллен
- Джон Гарман Херцлер — Ридли Скотт
- Джеффри Нордлинг — Майк Марккула
- Гейлард Сартейн — Эд Робертс
- Маркус Джаматти — Дэн Коттке
- Мелисса Сьюзан Макбрайд — Элизабет Холмс
- Марк Уорден — Крис Ларсон

## Фирмы и их изделия
В фильме упоминаются нижеприведённые компании и их продукты:
- Apple Computer — Apple I, Apple II, Apple Lisa, Apple Macintosh
- IBM — IBM PC, DOS
- Microsoft — Windows
- MITS — Altair 8800
- Xerox PARC